# Refuge Arthur O. Wheeler
Le refuge Arthur O. Wheeler (anglais : Arthur O. Wheeler hut) est un refuge de montagne situé dans le parc national des Glaciers, en Colombie-Britannique. Il est entretenu par le club Alpin du Canada. Il a été reconnu en 2006 comme édifice fédéral du patrimoine.

## Structure
Le refuge Arthur O. Wheeler est une construction en madrier de bois rond de style rustique. Il s'inspire des cabanes en bois rond construites au cours du XIXe siècle par les trappeurs, prospecteurs et cheminots. Avec sa capacité de 30 personnes en été et de 24 en hiver, il est l'un des plus grands refuges alpins du Canada.

## Histoire
À la suite de la fermeture et de la démolition de l'hôtel Glacier House en 1925, les alpinistes du parc national des Glaciers se trouvèrent sans réel logement dans le parc. Ils logèrent au début au 2e étage du magasin général près de la station de Glacier.
En 1945 et 1946, le club Alpin du Canada construit un refuge pour loger les alpinistes à la base de la chaîne Selkirk. Ce dernier fut construit par Hobart Dowler selon des plans fournis par A. A. McCoubrey. Il fut agrandi du côté nord en 1978.